# Zafora
Zafora (grec moderne : Ζαφοράς) est une île grecque située dans le sud de la mer Égée à 40 km au sud d'Astypalée.

## Géographie
Elle se compose de trois petites îles. La plus grande s'étend sur plus de 2,4 km de longueur pour une largeur maximale d'environ 1,4 km.
| Nom                           | Nom en grec                     | Superficie km² |
| ----------------------------- | ------------------------------- | -------------- |
| Zaforas/Zafora/Megalo Sofrano | Ζαφοράς /Ζαφορά /Μεγάλο Σοφράνο | 1,281          |
| Sochas                        | Σοχάς                           | 0,032          |
| Mikro Sofrano                 | Μικρό Σοφράνο                   | 0,104          |